# Thomas O’Donnell
Thomas O’Donnell (* 16. August 1874 im County Kerry, Irland; † 13. Januar 1936) war ein irischer römisch-katholischer Geistlicher und Erzbischof von Halifax.

## Leben
Thomas O’Donnell empfing am 23. Dezember 1899 das Sakrament der Priesterweihe.
Am 23. Dezember 1923 wurde er zum Bischof von Victoria ernannt. Die Bischofsweihe spendete ihm am 14. Februar des darauffolgenden Jahres der Apostolische Delegat in Kanada und Neufundland, Erzbischof Pietro di Maria; Mitkonsekratoren waren der Erzbischof von Toronto, Neil McNeil, und der Erzbischof von Winnipeg, Arthur Alfred Sinnott. Die Amtseinführung fand am 20. März 1924 statt.
Am 27. Mai 1929 wurde Thomas O’Donnell zum Titularerzbischof von Methymna und zum Koadjutorerzbischof von Halifax ernannt. Nach dem Tod von Edward Joseph McCarthy folgte er diesem als Erzbischof von Halifax nach. Er bekleidete das Amt bis zu seinem Tod am 13. Januar 1936.